# Sematophyllum laetevirens
Sematophyllum laetevirens là một loài Rêu trong họ Sematophyllaceae. Loài này được (Broth. & Paris) Broth. miêu tả khoa học lần đầu tiên vào năm 1925.